# へしこちゃん

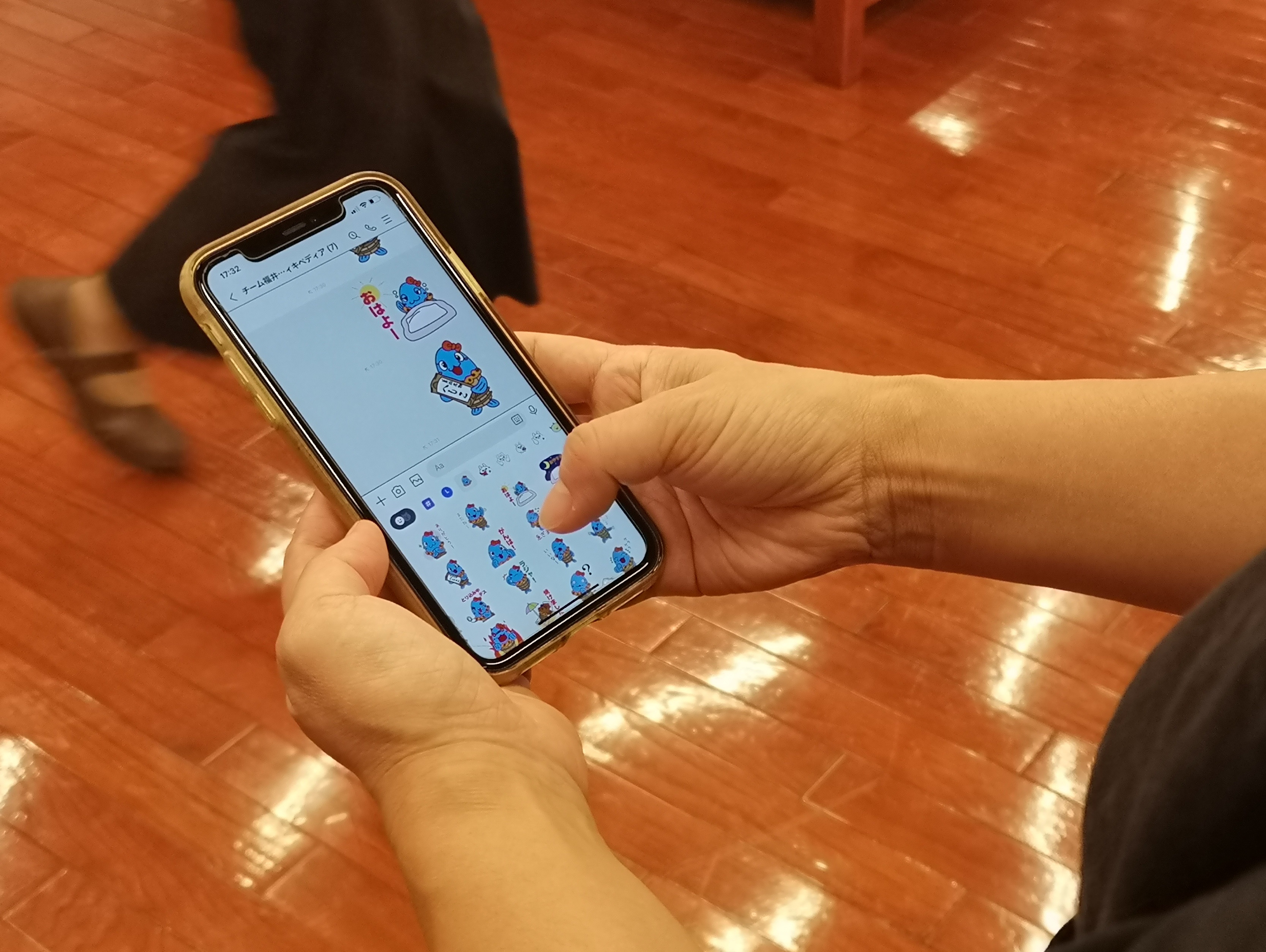
へし子ちゃんのLineスタンプを利用する人

へしこちゃんは福井県三方郡美浜町のゆるキャラで町公認のキャンペーンガール。福井県内1位の生産量を誇る地元名産の「へしこ」がモチーフとなっている。「ゆるキャラアワード2009」でグランプリを獲得。

## 特徴
設定は秋サバの女子で、へしこを漬ける樽から飛び出したサバの姿で、首に米糠のマフラーをまとい、全身でへしこを体現する。誕生当初は秋サバの姿であったが、のちに現在の姿になった。糠漬けになったサバの頭が樽から飛び出した状態で、頭にリボンが付けられている。首には糠をイメージしたマフラー、唐辛子をイメージした赤い鉢巻と赤い法被を羽織っている。
ストラップなどのグッズも多数展開しており、Lineスタンプも販売されている。
応援ソングは「へしこドドンパ」。JR美浜駅では、「へしこドドンパ」で同じく美浜町のゆるキャラである「ふぐの美ちゃん」「漁師の浜さん」とともに乗降客を迎える。

## 評価
2005年（平成17年）、美浜町が「へしこの町」を宣言し、商標登録したのをきっかけに翌2006年に製作し、キャンペーンガールとして採用した。
2009年、週刊誌『SPA!』（扶桑社）が誌上で行なった「ゆるキャラアワード2009」でへしこちゃんが全国から選ばれた約300体のキャラの中からグランプリに選ばれた。選考に携わったみうらじゅんによれば「近年のかわいいだけのゆるキャラにあってこのキャラには衝撃を受けた。ツッコミどころ満載だが、これこそゆるキャラの真髄」と絶賛している。なお、この受賞をきっかけに美浜町から「特別住民票」の発行を受けている。

## プロフィール
- 本名 - 美浜野へし子
- 生まれ - 1983年秋に父・サバ男、母・サバ子との間に生まれる(秋鯖)
- 本籍 - 美浜町日向沖約3kmの若狭湾
- 学歴 - 美浜町立美浜中学校・福井県立美方高等学校卒（ボート部所属）、その後ノルウェー沖大学に留学
- 現職 - 美浜町観光振興課観光キャンペーンガール
- 現住所 - 福井県美浜町郷市25-25　美浜町役場
- 家族 - 父:美浜野サバ男　母:サバ子
- 彼氏 - コシヒカリ糠男と約1年間交際中（実際のへしこも約1年糠漬けにされる）